# Aplocera annexata
Aplocera annexata là một loài bướm đêm trong họ Geometridae.